# Macrogomphus
Macrogomphus é um género de libelinha da família Gomphidae.
Este género contém as seguintes espécies:
- Macrogomphus lankanensis